# Obvařanek

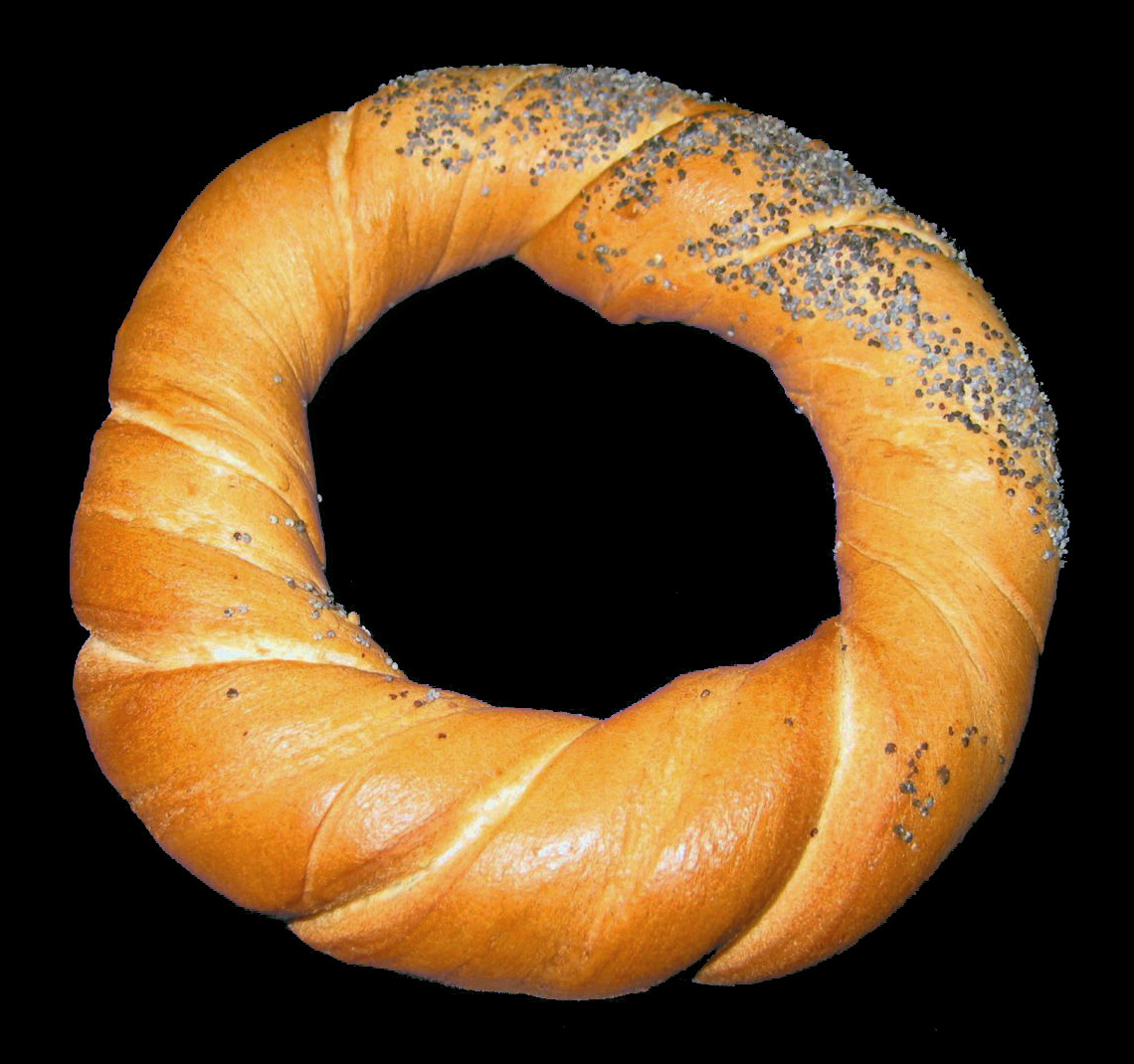
Obvařanek s mákem

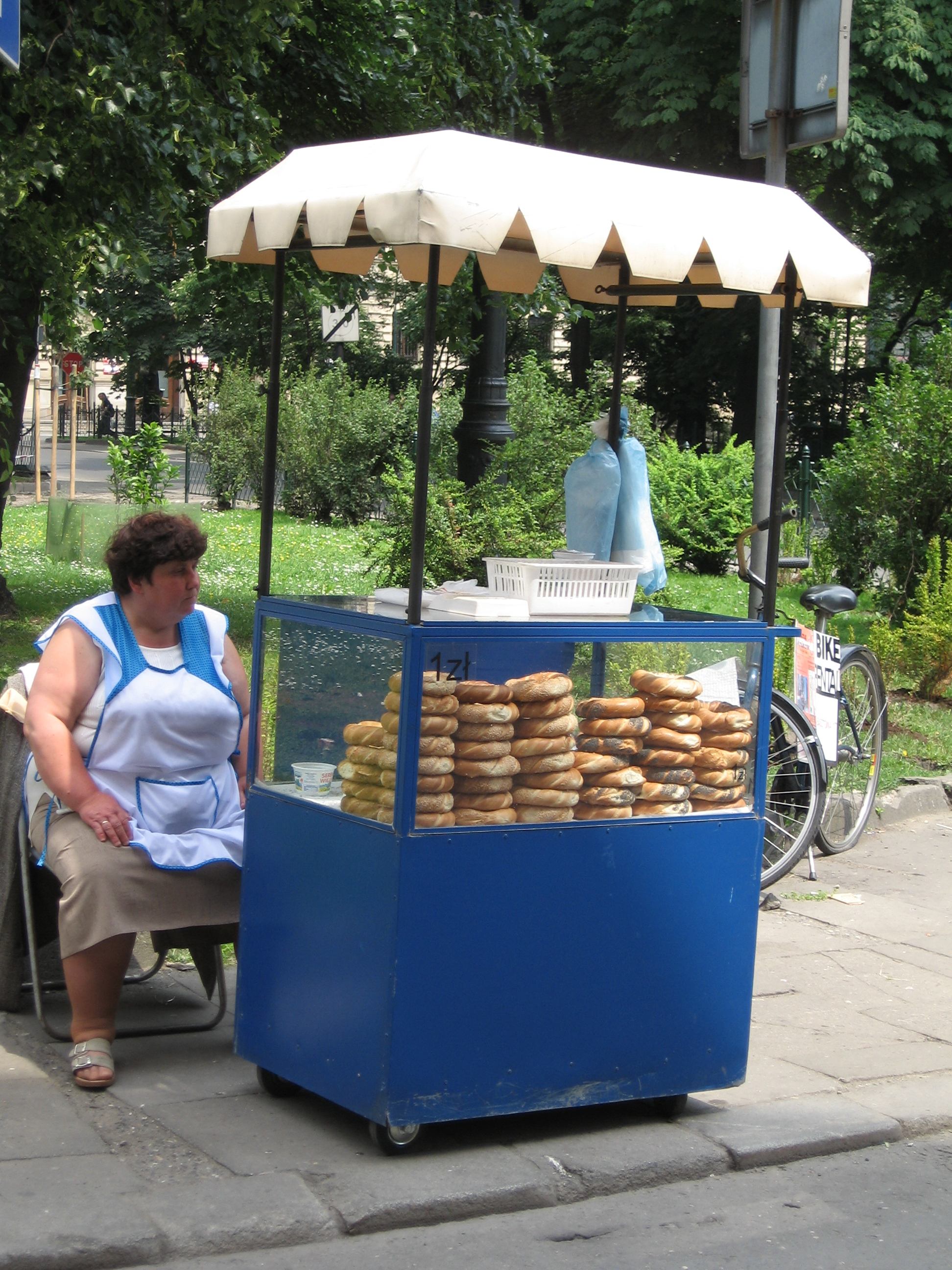
Pouliční prodej obvařanků v Krakově

Obvařanek, polsky obwarzanek [obvažanek] je tradiční pečivo v Krakově a okolí ve tvaru kroužku o průměru asi 15-20 cm, které je posypáno mákem, hrubou solí nebo sezamem. Kůrka je křupavá, střídka vláčná.
Název pochází z přípravy, kdy se zformované prstence ze dvou pramenů těsta zadělaného několik hodin předem noří na chvíli do vařící vody, několik desítek sekund se vaří (ovařují, polsky obwarzać) a když vyplynou na hladinu, dávají se po osušení péct dozlatova při teplotě asi 250 °C (asi 15 minut). Obvařanky je možné si koupit nejčastěji u stánků na ulicích, v nádražních halách apod., za nejčastěji 3,00 zloté, v pekárnách dále od centra i levněji.
Tradice pečení obvařanků je stará, první dochované zmínky pocházejí ze 14. století v podobě účtu královského dvoru, ve kterých je 2. března 1394 zapsáno Pro paní královnu pro circulis obrzanky 1 grosz. Dalším dochovaným pramenem je privilegium vydané králem Janem Olbrachtem 26. května 1496 stanovující, že obvařanky mohou péct a prodávat pouze krakovští pekaři.